# Ivan Lapikov
Pour les personnes ayant le même prénom, voir Ivan.
Ivan Guerassimovitch Lapikov (en russe : Иван Герасимович Лапиков) est un acteur soviétique et russe de théâtre et de cinéma, né le 7 juillet 1922 dans le village de Gorny Balikli, près de Tsaritsyne, région de Volgograd, et mort le 2 mai 1993 à Moscou (Russie). Artiste du peuple de l'URSS en 1982 et lauréat du Prix d'État de l'URSS en 1979.

## Biographie
Ivan Lapikov passe son enfance à Stalingrad.
En 1939, il entre à l'école de théâtre de Kharkov, mais il doit interrompre sa formation au début de la Seconde Guerre mondiale. En 1963, il s'installe à Moscou.
Il débute comme acteur en 1954 et devient populaire en 1964, avec la sortie du film Le Président. Lapikov obtient ses meilleurs rôles dans Andreï Roublev (où il interprète le moine Cyril), ainsi que dans Minute de Silence, Ils ont combattu pour la patrie et Eternal Call. En 40 années de carrière, Lapikov a joué dans plus de 70 films.
Il reçoit le Prix d'État de l'URSS pour son rôle de Pankrat Nazarov dans la série télévisée de Vladimir Krasnopolski et Valéry Ouskov (ru) Éternel appel adapté du roman éponyme d'Anatoli Ivanov (1971).
Ivan Lapikov meurt en 1993, alors qu'il prononce un discours sur une base militaire de l'oblast de Moscou. Il est enterré à Moscou au cimetière Vagankovo.

## Filmographie (sélection)
- 1956 : Les Soldats (Солдаты) de Aleksandre Ivanov (ru) : major
- 1964 : Président (Председатель, Predsedatel), de Alexeï Saltykov : Semion
- 1967 : Le Journaliste (Журналист, Zhurnalist), de Sergueï Guerassimov : Poustovoïtov
- 1969 : Andreï Roublev d'Andreï Tarkovski
- 1969 : Les Frères Karamazov de Kirill Lavrov, Ivan Pyryev et Mikhail Ulyanov
- 1973-1983 : L'Appel éternel (Вечный зов) de Vladimir Krasnopolski et Valéry Ouskov (ru) : Pankrat Nazarov
- 1975 : Ils ont combattu pour la patrie de Sergueï Bondartchouk
- 1977 : La Steppe (Степь) de Sergueï Bondartchouk : le vagabond
- 1980 : La Jeunesse de Pierre Le Grand (Юность Петра, Younost Petra) de Sergueï Guerassimov : forgeron
- 1981 : Le Début des affaires glorieuses (В начале славных дел) de Sergueï Guerassimov : forgeron
- 1986 : Boris Godounov de Sergueï Bondartchouk : aveugle
- 2006 : Le Don paisible (Quiet Flows the Don, mini-série) de Serge Bondartchouk : cosaque